# ملاكمة
الملاكمة، والملقبة أيضاً ب«رياضة الملوك» أو «الفنّ النبيل»، هي رياضة يهاجم فيها اثنان من الرياضيين ذوي الوزن المماثل بعضهما البعض بقبضاتهم في سلسلة فترات تتراوح من 1 إلى 3 دقائق تسمى «الجولات». في كل من الانقسامات الأوليمبية والمحترفة، المقاتلون (الذين يدعون الملاكمين أو المقاتلين) يتفادون لكمات خصومهم بينما يحاولون تحقيق لكمات بأنفسهم. النقاط ممنوحة للضربات الصلبة النظيفة في المنطقة القانونية على جبهة جسم الخصم فوق الخصر، والضربات إلى الرأس والجذع يعتبران أثمن. إن الملاكم الحاصل على أكثر النقاط بعد العدد المحدد من الجولات يصبح فائزاً. النصر يمكن أن ينجز أيضاً إذا سقط الخصم وأصبح غير قادر على النهوض قبل أن يعد الحكم إلى عشرة (وتسمى الضربة القاضية، أو KO) أو إذا الخصم كان مصاباً اصابة بالغة ولا يمكنه الاستمرار في المباراة (وتسمى الضربة القاضية التقنية النهائية ، أو TKO).

## ملاكمة المحترفين مقابل ملاكمة الهواة
كان جني المال هو الدافع وراء المشاركة في مباريات الملاكمة خلال القرنين السابع عشر والتاسع عشر، إذ كان الملاكمون يتنافسون للحصول على جوائز مالية، ويستحوذ المروجون على دخل المباريات، في حين يتراهن المتفرجون حول النتيجة.
أعادت الحركة الأولمبية الحديثة إحياء الاهتمام بالأنشطة الرياضية للهواة، وقد أصبحت ملاكمة الهواة رياضة أولمبية في عام 1908. عادةً ما تقتصر المباريات الأولمبية وغيرها من مباريات الهواة، في شكلها الحالي، على ثلاث أو أربع جولات، ويجري احتساب الأهداف بالنقاط بناءً على عدد الضربات النظيفة التي يوجهها كل ملاكم لخصمه، بغض النظر عن تأثير تلك الضربات، ويرتدي المقاتلون أغطية الرأس الواقية، ما يقلل من عدد الإصابات والضربات القاضية بالطرح أرضًا (knockdowns: وهى الحالة التي يُضرب فيها المقاتل ويسقط على الأرض فاقدًا وعيه، ويفشل في النهوض قبل أن ينهي الحكم العد إلى عشرة) والضربات القاضية الفنية (knockouts: وهى الحالة التي لا يستطيع فيها أحد المقاتلين مواصلة القتال بفاعلية بعد تلقيه ضربات قوية للغاية). يجري في وقتنا الحالي احتساب ضربات التهديف في ملاكمة الهواة بطريقة ذاتية من قبل حكام الصف الأول الموجودين في الحلبة، غير أن المعهد الأسترالي للرياضة قدّم نموذجًا أوليًا لمشروعه البحثي والتطويري المسمى «نظام تسجيل نقاط الملاكمة الآلي (ABSS)»، والذي يُطبق القواعد الموضوعية في احتساب التهديف، ويحسن مستوى السلامة للمقاتلين، ويمكن القول بأنه يجعل الرياضة أكثر تشويقًا للمشاهدين. ولا تزال الملاكمة الاحترافية إلى حد بعيد هي الشكل الأكثر شعبية لهذه الرياضة على مستوى العالم، على الرغم من أن ملاكمة الهواة هي السائدة في جمهورية كوبا وبعض جمهوريات الاتحاد السوفيتي السابق. تعمل المسيرة المهنية للملاكم الهاوي بالنسبة لمعظم الملاكمين، وخاصة في الألعاب الأولمبية، على تطوير المهارات واكتساب الخبرة استعدادًا لبدء مسيرتهم المهنية الاحترافية. عادةً ما يشارك الملاكمون الغربيون في دورة أولمبية واحدة وبعدها يصبحون محترفين، بينما تُتاح للكوبيين والملاكمين من الدول الاشتراكية الأخرى فرصة جمع ميداليات متعددة. حدث في عام 2016 قبول الملاكمين المحترفين في دورة الألعاب الأولمبية الصيفية والبطولات الأخرى التي أقرها الاتحاد الدولي للملاكمة. وقد حدث ذلك جزئيًا لتحقيق المساواة وتكافؤ الفرص ومنح جميع الرياضيين نفس الفرص التي يتمتع بها الملاكمون الذين ترعاهم الحكومات من الدول الاشتراكية وجمهوريات ما بعد الاتحاد السوفيتي. غير أن منظمات الملاكمة الاحترافية عارضت هذا القرار بشدة.

### ملاكمة الهواة
من الممكن أن تتواجد ملاكمة الهواة على المستوى الجامعي، وفي الألعاب الأولمبية، ودورة ألعاب الكومنولث، ودورة الألعاب الآسيوية، وما إلى ذلك، وأيضًا في العديد من الأماكن الأخرى التي أقرتها اتحادات الملاكمة للهواة. تعتمد ملاكمة الهواة على نظام تسجيل النقاط الذي يقيس عدد الضربات النظيفة التي يجري توجيهها عوضًا عن الضرر الجسدي. تتكون المباريات من ثلاث جولات مدة كل منها ثلاث دقائق في الألعاب الأولمبية وألعاب الكومنولث، وثلاث جولات مدة كل منها ثلاث دقائق في المباراة الوطنية لاتحاد الملاكمة للهواة (ABA)، ولكل منها فاصل زمني مدته دقيقة واحدة بين الجولات.
يرتدي المتنافسون أغطية رأس واقية وقفازات ذات شريط أبيض أو دائرة حول سُلامة الأصابع. ومع ذلك فإن هناك حالات لا تكون فيها القفازات ذات الأطراف البيضاء مطلوبة ولكن يمكن ارتداء أي لون خالص. فالأطراف البيضاء في القفازات هي مجرد وسيلة لتسهل على الحكام تسجيل الضربات النظيفة. ينبغي على كل متسابق أن تكون يداه ملفوفة بشكل صحيح قبل القتال، لإضافة مزيد من الحماية لأيديهم وتجهيز القفازات بحشوة من الإسفنج تعمل على إمتصاص الصدمات والضربات القوية. يجب أن يكون وزن القفازات التي يرتديها المقاتلون اثني عشر أونصة ما لم يكن وزن المقاتل أقل من 165 رطلًا (75 كجم)، وهو ما يسمح لهم بارتداء قفازات عشرة أونصات فقط. تُحتسب اللكمة على أنها تسجيل هدف فقط عندما يتصل الملاكمون بالجزء الأبيض من القفازات. تُمنح نقطة لكل لكمة تُوجه بشكل نظيف إلى الرأس أو الجذع بقوة كافية. يراقب الحكم القتال للتأكد من أن المتنافسين يستخدمون الضربات القانونية فقط. يمثل الحزام الذي يرتديه الملاكم فوق الجذع الحد الأدنى الذي يمكن أن تصل إليه اللكمات، أي يُستبعد من المنافسة أي ملاكم يقوم بتوجيه ضربات بشكل متكرر تحت الحزام. كما ينبغي على الحكم التأكد من عدم استخدام الملاكمين لتكتيكات الإمساك لمنع الخصم من توجيه الضربات. يفصل الحكم بين المتنافسين، في حالة حدوث ذلك، ويأمرهم بمواصلة الملاكمة. يمكن أن يؤدي تكرار إمساك الخصم إلى معاقبة الملاكم أو استبعاده في النهاية. يُوقف الحكام المباراة في حالة تعرض الملاكم لإصابة خطيرة، أو إذا كان أحد الملاكمين يسيطر بشكل كبير على الآخر (بمعنى أن المباراة غير متكافئة) أو إذا كانت النتيجة غير متوازنة بشدة. يمكن الإشارة إلى مباريات الهواة التي تنتهي بهذه الطريقة على أنها «RSC» (وتعني: إيقاف الحكم للمسابقة) مع وضع رمز (RSCO) للمنافس الأفضل (المتفوق) في المباراة، أو رمز (RSCOS) للمنافس الحاصل على أعلى النقاط، أو رمز (RSCI) للإصابة أو رمز (RSCH) لإصابة الرأس.

### ملاكمة المحترفين
غالبًا ما تكون مباريات المحترفين أطول كثيرًا من مباريات الهواة، وتتراوح عادةً من عشر إلى اثنتي عشرة جولة، على الرغم من أن المباريات التي تتكون من أربع جولات تُعتبر شائعة بالنسبة للمقاتلين الأقل خبرة أو مقاتلي الأندية. يوجد كذلك بعض المباريات الاحترافية التي تتكون من جولتين وثلاث جولات، وبخاصةً في أستراليا. قد كان من الشائع خلال أوائل القرن العشرين أن تكون مباريات الملاكمة غير محدودة الجولات، تنتهي فقط بانسحاب أحد الملاكمين، وهو ما يفيد المقاتلين ذوي الطاقة العالية مثل الملاكم الأمريكي جاك ديمبسي. ظل عدد خمسة عشر جولة هو الحد المعترف به دوليًا للجولات في نزالات البطولة في معظم فترات القرن العشرين حتى أوائل الثمانينيات. لكن حينما توفي الملاكم كيم دوك كو (كان ملاكمًا كوريًا جنوبيًا توفي بعد قتال في مباراة ملاكمة في بطولة العالم ضد راي مانشيني)، دفعت وفاته في النهاية المجلس العالمي للملاكمة وغيره من المنظمات التي تجيز ممارسة الملاكمة الاحترافية إلى تقليل الحد الأقصى للجولات إلى اثنتي عشرة جولة.
لا يجوز استخدام أغطية الرأس في المباريات الاحترافية، ويُسمح للملاكمين عمومًا بتلقي المزيد من الضرر قبل توقف النزال. يجوز للحكم في أي وقت إيقاف المسابقة إذا رأى أن أحد المشاركين لا يستطيع الدفاع عن نفسه بسبب الإصابة، ويكون الحكم في هذه الحالة هو فوز المشارك الآخر بالضربة القاضية الفنية. تُمنح الضربة القاضية الفنية أيضًا إذا قام المقاتل بتوجيه لكمة سببت جرحًا لدى الخصم، واعتُبر الخصم بعد ذلك غير لائق للاستمرار بقرار من الطبيب بسبب هذا الجرح. لهذا السبب غالبًا ما يوظف الملاكمون معالجين للجروح، تكون مهمتهم معالجة الجروح بين الجولات حتى يتمكن الملاكم من الاستمرار على الرغم من تلك الاصابات. إذا توقف الملاكم عن القتال ببساطة، أو إذا أوقف رجل الزاوية (يقوم بمساعدة الملاكم أثناء المباراة) القتال، فإن الملاكم الفائز يُمنح أيضًا فوزًا بالضربة القاضية الفنية. على النقيض من ملاكمة الهواة، يجب أن يكون الملاكمون المحترفون من الرجال عراة الصدور.

## الأوزان في الملاكمة
لتحقيق المساواة التامة بين الملاكمين فقد تم تقسيم الملاكمين إلى عشر فئات حسب أوزانهم وهذه الأوزان هي:
وزن 48 : خفيف الذبابة
وزن من 49 : الذبابة
وزن من 52 : الديك
وزن من 56 : الريشة
وزن من 60 : الخفيف
وزن من 64 : خفيف الوسط
وزن من - 69 الوسط
وزن من 75 - المتوسط
وزن من 81 : خفيف الثقيل
وزن من 91 : الثقيل
وزن + 91 : فوق الثقيل
أيضا تختلف اوزان الملاكمة ما بين المحترفين والهواة و تتغير اوزان الهواة حسب جمعية aiba بمقرها الدائم بـسويسرا كما تختلف فئات الوزن لـلسيدات.

## ملابس رياضة الملاكمة

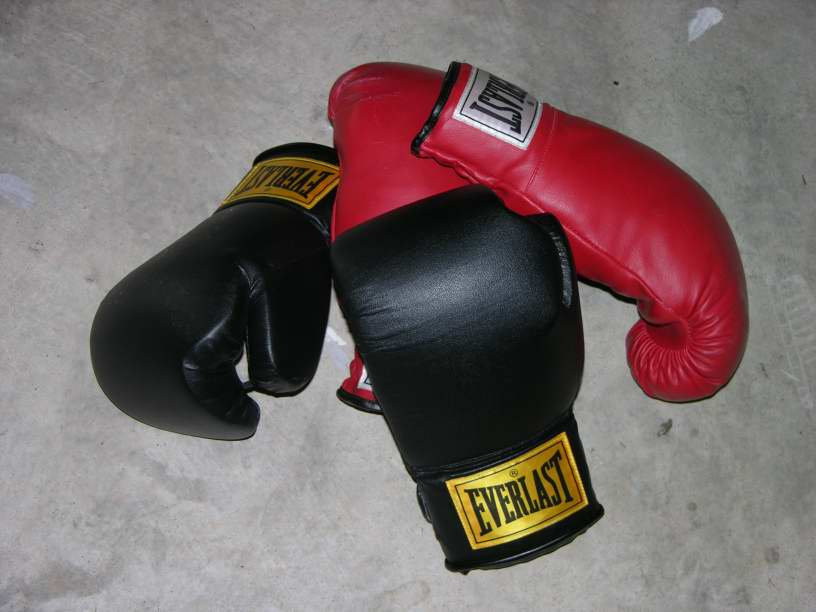
قفاز الملاكمة

يرتدي اللاعبون في رياضة الملاكمة أحذية خفيفة خاصة ويلفون أربطة وافية من التيل حول قبضاتهم قبل أن يلبسوا فوقها قفازات ضخمة من الجلد محشوة بالإسفنج، وقد حددت أوزان القفازات كما يلي:
من وزن الذبابة إلى الوزن الخفيف 114 غرام.
من وزن خفيف المتوسط إلى وزن خفيف ثقيل 143 غرام.
وزن ثقيل 171 غرام.

## حلبة الملاكمة
تجري لعبة الملاكمة فوق حلبة مربعة الشكل ومحاطة بالحبال وأبعادها ما يلي: 4.35 م على الأقل إلى 6 أمتار لكل جانب وأرضيتها مصنوعة بطبقة من اللباد بسمك:1-2 سم ومغطاة بقماش من التيل وذلك لكسر حدة السقوط فوقها " كتاب الملاكمة الحديثة * للأستاذ الدكتور إسماعيل حامد عثمان * - رئيس لجنة الحكام الدولية ورئيس الاتحاد المصري للملاكمة.

## تاريخ

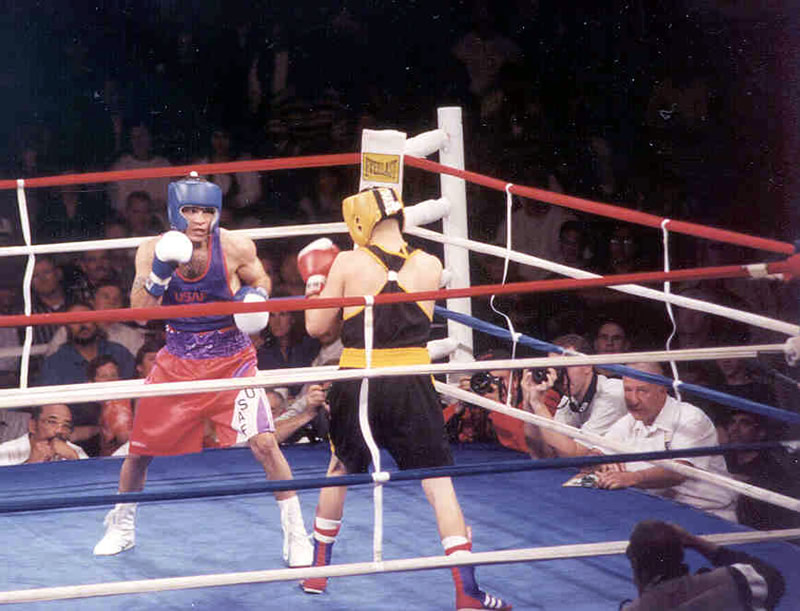
منازلة في الملاكمة

ظهرت صور قتال القبضات في منحوتة سومرية في الألف الثالث قبل الميلاد، في حين أن هنالك منحوتة مصرية تعود للألف الثاني قبل الميلاد تصور كل من المقاتلين والمتفرجين، في كلا المنحوتتين تصور مسابقات بقبضات عارية. في عام 1927 اكتشف عالم الآثار الدكتور Speiser، لوح من الحجر في بغداد يعود لـ7000 سنة يصور رجلين يستعدان لخوض نزال، أقدم دليل يظهر قفازات الملاكمة يعود إلى جزيرة كريت في فترة الحضارة المينونية من 900 إلى 1000 قبل الميلاد.
حاكم يوناني يسمى ذيسوس، الذي حكم حول العام 900 قبل الميلاد، كان يتسلى بمشاهدة الرجال الذين يجلسون أمام بعضهم البعض ويضربون بقبضاتهم حتى يقتل أحدهم. مع مرور الوقت، واصل المقاتلون الكفاح على أقدامهم ولبسوا القفازات (ليست مبطنة). قبلت الملاكمة أولاً كرياضة أوليمبية (اليونانيون القدماء كانوا يدعونها «بيجم» أو «بيجماتشيا») في 688 قبل الميلاد، والمشاركون في الألعاب القديمة كانوا يتدربون على ضرب الحقائب (التي كانت تسمى "korykos"). كان المقاتلين يبقون أصابعهم محررة، ولبسوا أشرطة جلدية (دعت "himantes") على أيديهم، وأرساغهم، وأحياناً على أذرعتهم، لحمايتهم من الجروح.
في روما القديمة، المقاتلون كانوا عادة مجرمين وعبيد. تمنوا أن يصبحوا أبطالاً وينالون حريتهم. على أية حال، الرجال الأحرار كانوا يقاتلون أيضاً. في النهاية، الملاكمة أصبحت شعبية جداً بحيث حتى الأرستوقراطيين بدؤوا بممارستها، ولكنها منعت من قبل الحاكم أوغسطس. في 500 بعد الميلاد، الرياضة منعت من قبل ثيودوريك الأكبر.
التاريخ الحديث
- حتى القرن السادس والسابع عشر هناك دلائل انها كانت تمارس بشكل ضعيف حيث لم تشغل اهتمام الناس
- في بداية القرن الثامن عشر 1700م-1730م قام السيد جمس فيج بتاسيس أول مدرسة أهلية للملاكمة والمصارعة و المبارزة بإنجلترا ثم بعد ذلك عادوا تلاميذه وطوروا المدرسة بعد ما مات جمس فيج برع تلميذة (جاك بروتون) لاستكمال المشوار الذي بدأ به استاذه جمس فيج وطور قوانين الملاكمة

- حتى عام 1865م تم وضع ضرورة ارتداء قفازات للملاكمين كما تم تحديد مدة الجولة 3 دقائق وراحة دقيقة بين كل جولة ووضع 3 فئات وزنية الخفيف دون 60 كلغ والوسط دون 70 كلغ والثقيل ما زاد عن ذلك

- حتى عام 1880م تأسس أول اتحاد للملاكمة بإنجلترا وفي 1881م أقيمت أول بطولة رسمية للملاكمة
- وفي دورة الألعاب الأولمبية الصيفية الثالث عام 1904م بسان لويس أمريكا أدخلت الملاكمة ضمن الألعاب الأولمبية

## وصلات خارجية
- الفنية العالمية واتحاد الملاكمة (WPBF)

## مواضيع متعلقة
- محمد علي كلاي
- مايك تايسون
- مصافعة
- قانون محمد علي للإصلاح الملاكمة